# Vice Versa - Due vite scambiate
Vice Versa - Due vite scambiate (Vice Versa) è un film del 1988 diretto da Brian Gilbert, tratto dal romanzo Vice-versa, o una lezione per i padri (1882) di F. Anstey.

## Trama
Marshall Seymour, trentenne divorziato, è il vice presidente di una ditta commerciale di Chicago. Dopo essere tornato da un viaggio in Thailandia, scopre di aver preso accidentalmente uno strano ornamento a forma di teschio. Lo stesso oggetto è preso di mira da una banda di ladri, che dà quindi la caccia a Marshall in modo da riaverlo indietro. Tornato a casa, Marshall si porta il figlio undicenne Charlie per un paio di giorni dal momento che sua madre è in vacanza.
Tra i due però la tensione è all'estremo dal momento che Charlie non capisce perché il padre non sia abbastanza presente. Un giorno, dopo un brutto litigio, i due esprimono un preciso desiderio: poter essere al posto l'uno dell'altro. Lo strano teschio che Marshall aveva acquistato è dotato di poteri magici e fa sì che il desiderio dei due si realizzi. E così all'improvviso Charlie cresce di vent'anni, "reincarnandosi" nel corpo del padre, mentre a Marshall succede l'opposto ritornando letteralmente bambino.
Dopo lo shock iniziale, capiscono che per ora devono vivere l'uno la vita dell'altro. E così, Marshall deve ritornare a scuola e vedersela con compiti in classe, bulletti e allenamenti di hockey mantenendo però il suo contegno da uomo maturo mentre Charlie assume il ruolo di vicepresidente dal punto di vista di un ragazzino di 11 anni. Nel frattempo, Turk e Tina, i due ladri interessati al teschio, falliti i tentativi di prenderselo con le buone, decidono di passare all'azione e rapiscono Charlie per chiedere un riscatto. Charlie però spiega che lui in realtà è Marshall che è finito nel corpo di Charlie per colpa del teschio. Turk prende la cosa molto sul serio mentre Tina vuole solo impadronirsi del teschio per poi arricchirsi.
Per una serie di eventi, i due malviventi riescono a impadronirsi del teschio e decidono di far perdere le loro tracce, portandosi Charlie con loro, ma accidentalmente toccano l'ornamento cambiando letteralmente di sesso. Charlie riesce così a scappare portandosi via il teschio e lasciando i due malviventi nei loro nuovi corpi. Alla fine, Charlie e Marshall ritornano ai loro corpi originali una volta scoperto cos'hanno fatto in prima persona.

## Riconoscimenti
- Saturn Award
  - Saturn Award per il miglior attore emergente per Fred Savage